# Пелтонен, Вилле
Ви́лле Са́кари Пе́лтонен (фин. Ville Sakari Peltonen; род. 24 мая 1973[…], Вантаа, Уусимаа) — финский хоккеист, крайний нападающий, ныне главный тренер клуба ХИФК. Чемпион мира 1995 года и 4-кратный призёр Олимпийских игр в составе сборной Финляндии. На церемонии открытия зимних Олимпийских игр 2010 года ему было доверено нести флаг Финляндии.

## Биография

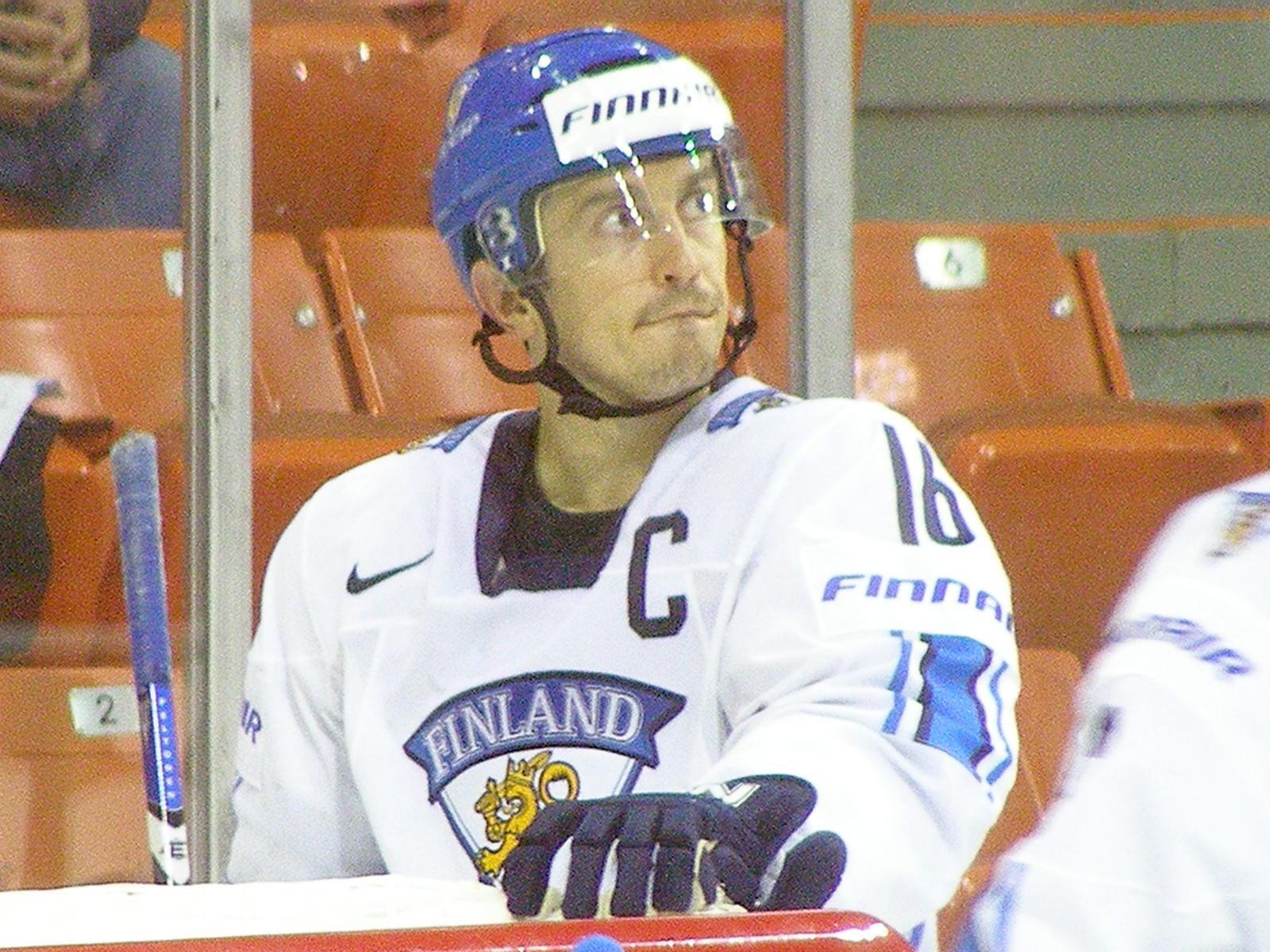
Вилле Пелтонен — капитан сборной Финляндии

Вилле — сын финского хоккеиста Эсы Пелтонена, выступавшего на 4 Олимпиадах (1968, 1972, 1976, 1980) и сыгравшего за сборную Финляндии 237 матчей.
Участник 13 чемпионатов мира, 4 Олимпиад и 2 Кубков мира. Всего на Олимпиадах, чемпионатах и Кубках мира провёл 137 матчей, в которых забросил 46 шайб и сделал 61 передачу. Интересно, что на всех 18 турнирах на высшем уровне Пелтонен делал хотя бы 1 результативную передачу, а без заброшенных шайб уехал только с чемпионата мира 2000 года. На всех 18 турнирах Пелтонен набирал не менее 3 очков.
В финале чемпионата мира 1995 года, проходившего в Швеции, Вилле Пелтонен на льду «Глобен-Арены» в Стокгольме забросил 3 шайбы в ворота сборной хозяев турнира (финны выиграли 4:1) и принёс Финляндии первое в истории золото чемпионатов мира.
На драфте НХЛ 1993 года был выбран в 3-м раунде под общим 58-м номером командой «Сан-Хосе Шаркс». 26 июня 1998 года обменян в «Нэшвилл Предаторз». 15 июня 2006 года как свободный агент подписал контракт с «Флоридой Пантерз».
Кроме НХЛ выступал в чемпионатах Финляндии, Швеции и Швейцарии.
В сезоне 2009/10 выступал в Континентальной хоккейной лиге за минское «Динамо». C 2010 года выступает в финской лиге за клуб «ХИФК», где когда-то начинал карьеру.
В сентябре 2012 года во время матча между командами «Йокерит» и ХИФК, проходившего в рамках турнира European Trophy, Вилле Пелтонен подвергся насилию со стороны игрока «Йокерита» Семир Бен-Амора, в результате Бен-Амор был наказан дисквалификацией на 18 игр в чемпионате Финляндии — СМ-Лиге. Помимо Бен-Амора, со стороны «Йокерита» были отстранены от игр ещё 3 игрока и 2 тренера, а сам клуб оштрафован на 40 тысяч евро.

## Достижения

### В составе сборной
- Серебряный призёр Олимпиады-2006
- Бронзовый призёр Олимпиады-1994
- Бронзовый призёр Олимпиады-1998
- Бронзовый призёр Олимпиады-2010
- Чемпион мира 1995
- 4-кратный вице-чемпион мира (1994, 1998, 1999, 2007)
- 3-кратный бронзовый призёр чемпионатов мира (2000, 2006, 2008)
- Трижды входил в символическую сборную чемпионатов мира (1995, 1998, 2004)
- Серебряный призёр Кубка мира по хоккею 2004

### В составе клубов
- Обладатель Кубка Шпенглера 2009 года в составе минского «Динамо»
- Чемпион Финляндии 2002 года в составе «Йокерита»
- Чемпион Швейцарии 2006 года в составе «Лугано»
- Чемпион Финляндии 2011 года в составе ХИФК
- Лучший бомбардир чемпионата Швеции 1998 года в составе «Фрёлунды» — 51 очко в 45 матчах
- Лучший бомбардир чемпионата Швейцарии 2004 года в составе «Лугано» — 72 очка в 48 матчах

### Прочие
- Участник матча звёзд КХЛ (2010).
- Обладатель Трофея Раймо Кильпиё (джентльмену сезона в чемпионате Финляндии): 2003, 2011
- Обладатель «Золотого шлема» (приза лучшему игроку чемпионата Финляндии): 2011
- Обладатель Трофея Лассе Оксанена (лучшему игроку регулярного чемпионата Финляндии): 2011
- Обладатель Трофея Ярмо Васама (лучшему новичку чемпионата Финляндии): 1993

## Статистика выступлений за клубы
```
                                            --- Regular Season ---  ---- Playoffs ----
Season   Team                        Lge    GP    G    A  Pts  PIM  GP   G   A Pts PIM
--------------------------------------------------------------------------------------
1991-92  HIFK Helsinki               FNL     6    0    0    0    0  --  --  --  --  --
1992-93  HIFK Helsinki               FNL    46   13   24   37   16  --  --  --  --  --
1993-94  HIFK Helsinki               FNL    43   16   22   38   14   3   0   0   0   2
1994-95  HIFK Helsinki               FNL    45   20   16   36   16   3   0   0   0   0
1995-96  Kansas-City Blades          IHL    29    5   13   18    8  --  --  --  --  --
1995-96  San Jose Sharks             NHL    31    2   11   13   14  --  --  --  --  --
1996-97  Kentucky Thoroughblades     AHL    40   22   30   52   21  --  --  --  --  --
1996-97  San Jose Sharks             NHL    28    2    3    5    0  --  --  --  --  --
1997-98  Vastra Frolunda HC Gotebo   SEL    45   22   29   51   44  --  --  --  --  --
1998-99  Nashville Predators         NHL    14    5    5   10    2  --  --  --  --  --
1999-00  Nashville Predators         NHL    79    6   22   28   22  --  --  --  --  --
2000-01  Milwaukee Admirals          IHL    53   27   33   60   26   5   2   1   3   6
2000-01  Nashville Predators         NHL    23    3    1    4    2  --  --  --  --  --
2001-02  Jokerit Helsinki            FNL    30   11   18   29    8  --  --  --  --  --
2002-03  Jokerit Helsinki            FNL    49   23   19   42   14  10   4   6  10   0
2003-04  Lugano                      Swiss  48   28   44   72   16  16   4  10  14   8
2004-05  Lugano                      Swiss  44   24   32   56   16   5   0   3   3   2
2005-06  Lugano                      Swiss  39   23   25   48   22  17  12  14  26   8
2006-07  Florida Panthers            NHL    72   17   20   37   28  --  --  --  --  --
2007-08  Florida Panthers            NHL    56    5   15   20   20  --  --  --  --  --
2008-09  Florida Panthers            NHL    79   12   19   31   31  --  --  --  --  --
2009-10  Динамо Минск                KHL    51    6   20   26   54  --  --  --  --  --
2010-11  HIFK Helsinki               SM-li  54   28   37   65   16  --  --  --  --  --
2011-12  HIFK Helsinki               SM-li  49   24   24   48   36   4   0   1   1   0
2012-13  HIFK Helsinki               SM-li  43   13   16   29   40  --  --  --  --  --
2013-14  HIFK Helsinki               SM-li  55   13   29   42   16  --  --  --  --  --
--------------------------------------------------------------------------------------
         NHL Totals                        382   52   96  148  119  --  --  --  --  --

```